# Gentianella decemnectaria
Gentianella decemnectaria är en gentianaväxtart som beskrevs av J.S.Pringle. Gentianella decemnectaria ingår i släktet gentianellor, och familjen gentianaväxter. Inga underarter finns listade i Catalogue of Life.